# Richard Leakey
Pour les autres membres de la famille, voir Leakey.
Richard Leakey, né le 19 décembre 1944 à Nairobi et mort le 2 janvier 2022 près de Nairobi, est un paléoanthropologue kenyan d'origine britannique. Il a mené de nombreuses fouilles au Kenya, qui ont conduit à la découverte de nombreux fossiles humains et d'Hominina anciens, avant de s'impliquer dans la conservation de la nature et dans la politique du Kenya, puis de devenir professeur d'université à New York, aux États-Unis. Il est l'auteur d'une dizaine d'ouvrages de vulgarisation, dont la majorité en collaboration avec Roger Lewin.

## Jeunesse
Richard Erskine Frere Leakey est le deuxième des trois fils de Louis Leakey, né au Kenya, et de Mary Nicol, née à Londres, tous deux paléoanthropologues et archéologues britanniques.
Après avoir abandonné ses études, il découvrit son gout pour la paléontologie en menant une expédition sur un site de fossiles qu'il avait trouvé en le survolant. Constatant que ses travaux n'étaient pas pris au sérieux en raison de son manque de diplômes, il partit pour l'Angleterre afin d'entamer des études universitaires. Après six mois, cependant, il revint chez lui pour recommencer ses safaris organisés et ne fut jamais diplômé.

## Famille
Richard Leakey est l'époux de Meave Epps, épousée en 1970, et le père de Louise Leakey, toutes deux également paléoanthropologues.

## Carrière académique
Richard Leakey a été directeur des musées nationaux du Kenya de 1974 à 1989. Il a été professeur d'anthropologie à l'université d'État de New York à Stony Brook de 2002 à 2015. Il a cofondé l'Institut du bassin du Turkana en partenariat avec cette université, et en est resté le président jusqu'à sa mort en 2022,.

## Travaux
Alors que ses parents travaillaient principalement en Tanzanie, dans les gorges d'Olduvaï et à Laetoli, Richard Leakey s'est concentré sur le Kenya, et plus particulièrement sur le bassin du Turkana, une autre partie de la vallée du Grand Rift.
Ses principales découvertes ont eu lieu autour du lac Turkana (anciennement lac Rudolph). Les premières découvertes majeures ont été effectuées à l’est du lac Turkana dans les années 1970 : de nombreux restes fossiles d'Homo habilis, Homo rudolfensis, Homo ergaster, et de Paranthropus boisei ont été mis au jour à Koobi Fora, Allia Bay, Ileret et autres sites voisins.
Puis c'est le côté ouest du lac Turkana qui a livré les fossiles les plus spectaculaires, notamment le Garçon du Turkana, découvert en 1984 par Kamoya Kimeu lors d'une prospection. Ce fossile, inventorié sous le code KNM-WT 15000, est à ce jour le squelette d'Homo ergaster le plus complet connu. Adolescent âgé d'une douzaine d'années, les paléoanthropologues estiment qu'à l'âge adulte il aurait peut-être atteint la taille d'1,70 m, montrant que l'espèce Homo ergaster avait plus ou moins les mêmes proportions corporelles qu'Homo sapiens, avec des jambes sensiblement plus longues que les bras. En 1985, Alan Walker découvrit également à l'ouest du lac Turkana un crâne quasi complet appartenant à l'espèce Paranthropus aethiopicus, noté KNM-WT 17000.

## Autres fonctions
Richard Leakey a été le directeur du Kenya Wildlife Service (Service de préservation de la vie sauvage du Kenya) jusqu'en 1994, rôle dans lequel il a initié les pratiques de destruction de l'ivoire d'éléphant saisie sur les braconniers, par lesquelles il s'agissait d'éviter que les prises faites par les autorités reviennent sur le marché de l'ivoire et d'exprimer la volonté publique de ne même pas tirer profit de ces prises (au risque de favoriser le marché noir).
Il a été secrétaire du cabinet gouvernemental durant le mandat du président du Kenya Daniel arap Moi, de 1999 à 2001.
Il a fondé l'association WildlifeDirect (en) en 2004 pour soutenir la conservation de la nature en Afrique.
Richard Leakey est mort le 2 janvier 2022 à l'âge de 77 ans près de Nairobi.

## Hommages
L'astéroïde (7958) Leakey a été nommé en l'honneur de Richard Leakey et de ses parents, Louis et Mary Leakey, tous trois figures majeures de la paléoanthropologie en Afrique.

## Publications
- R. E. Leakey et Roger Lewin (1977), Origins, éd. Dutton
- R. E. Leakey et Roger Lewin (1978, VF 1980), Ceux du lac Turkana, éd. Seghers
- R. E. Leakey (1981), La Naissance de l'Homme, Éditions du Fanal
- R. E. Leakey et Roger Lewin (1992), Réexamen des origines, éd. DoubleDay
- R. E. Leakey et Roger Lewin (1994, VF 1998), Les origines de l'Homme, Flammarion,  (ISBN 208081138X)
- R. E. Leakey et Roger Lewin (1995, VF 1999), La sixième extinction, Flammarion,  (ISBN 2080814265)
- R. E. Leakey et J.-P. Ricard (2000), L'origine de l'humanité, Hachette Pluriel Reference,  (ISBN 2012789927) (ou broché  (ISBN 2012352936))
- R. E. Leakey et Virginia Morell (2001), Wildlife Wars: My Fight to Save Africa's Natural Treasures, éd. St. Martin's Press

Aux ouvrages de librairie s'ajoutent des dizaines d'articles scientifiques publiés dans des revues à comité de lecture.

## Dans la culture populaire
Richard Leakey est mentionné par Ross Geller dans la série de télévision Friends (saison 1, épisode 6), comme ayant avancé une théorie anthropologique nuançant le concept de monogamie.